# Les Amazones de la Chouannerie

Les Amazones de la Chouannerie est un roman historique de Théophile Briant paru en 1938, dont le thème est la vie du chevalier de Tinténiac et de son amour avec l'héroïne légendaire Jacquemine, au travers des épisodes tragiques des combats de la chouannerie bretonne. Cet ouvrage a concouru sans succès pour le prix Goncourt de 1938, où reçut la voix de Léon Daudet.

## Résumé  du roman
L'auteur y met en scène, l'histoire de l'Association bretonne, avec son fondateur Armand Tuffin de La Rouërie, le diabolique et maléfique Docteur Valentin Chevetel, traitre et ami de Danton, ainsi que ses victimes, dont Thérèse de Moëlien. Ainsi que la macabre mise en scène de Lalligand-Morillon, faisant décapiter le cadavre de la Rouërie. Le chef des mendiants avec son chef : Jambe d'Argent, le prince de Talmont.
Du début en 1791, avec les personnages historiques : Vincent de Tinténiac dit « Loup-Blanc » qui n'est autre que le chevalier de Tinténiac, héros du roman à la recherche de son amour Jacquemine Delacroix, avec son cheval Prince Noir, Servan Guildo dit « Face de Fer », Toussaint du Breil de Pontbriand, Louis de La Haye-Saint-Hilaire dit « Le Uhlan », Jean Chouan, Aimé Picquet du Boisguy. Le chevalier de Tinténiac parcoure les landes bretonnes du Clos-Poulet, les plages de Saint-Coulomb du château de la Motte-Jean au  château de la Fosse Hingant, combattant aux côtés de Louis de Salgues de Lescure, de Georges Cadoudal, Amateur de Boishardy, la tête sanglante au bout d'une pique et sa maîtresse Anne Joséphine Quintin de Kercadio, tous des ennemis jurés de l'accusateur public : Malo Henri Julien Besné de la Hauteville dit Besné.
Il assiste impuissant à l'exécution de Madame de Saillant et de ses deux filles, ainsi qu'à celles des demoiselles de la Maitairie. C'est dans ce climat de guérilla, avec l'énergie du désespoir et la violence extrême de cette guerre civile et supplices des colonnes infernales, et la courte paix consécutive au traité de la Mabilais signé au manoir de la Prévalaye, que se déroule cette quête d'un amour devenu impossible. Le roman narre également le "Te Deum" d'action de grâces célébré dans la cathédrale de Dol après que l'armée chouanne, rejetée de Granville, eût fait échec aux troupes républicaines de François-Joseph Westermann, Jean-Baptiste Kléber et François Séverin Marceau. Le chevalier de Tinténiac trouve la mort à la tête de ses hommes lors de l'échec de l'expédition de Quiberon à la bataille de 1795, pendant le débarquement des émigrés.

## Éditions
- 1938 : Éditions Sorlot ;
- 1996 : Éditions Sorlot-Lanore, illustrations de Xavier de Langlais.

## Iconographie
- Une peinture murale a été réalisée à Tinténiac, au collège Théophile Briant, dans le cadre du 1% artistique en 1955, d'après cette œuvre du poète dont le nom fut donné à cet établissement. La peinture murale mesurant 245 × 302 cm, soit une superficie d'environ 60 m2, déroule l'action de ces aventures sur les quatre murs du réfectoire. Elle fut commandée par l'architecte André Murat à l'artiste peintre Geoffroy Dauvergne (1922-1977). Cette œuvre, actuellement recouverte de toile de verre, est en cours de restauration sur la période 2023-2024 par le conseil départemental d'Ille-et-Vilaine, lequel a classé l'œuvre à l'inventaire du patrimoine départemental[2] , [3],[4].
- Xavier de Langlais a illustré ce roman en 1996 (Éditions Sorlot-Lanore).